# Latópolis
Latópolis (em latim: Latopolis), chamada Iunite (Iunyt) e Tassenete (Ta-senet) pelos egípcios antigos e Esna (em árabe: إسنا‎) hoje, é uma cidade e sítio arqueológico na margem direita do Nilo, no Alto Egito, a 50 quilômetros ao sul de Luxor. Dentre os restos da cidade antiga há a necrópole sagrada da perca-do-nilo e o templo greco-romano dedicado às deusas Quenúbis, Neite e Hecá erigido sobre o templo citado em textos tão antigos quanto o reinado do faraó Tutemés III (r. 1479–1425 a.C.). Deste, só o salão hipostilo foi escavado por Auguste Mariette no século XIX, com o restante estando soterrado sob a cidade moderna. Quiçá foi ligado ao Nilo por um caminho processional, cujos traços, com cartuchos do imperador Marco Aurélio (r. 161–180), estão preservados in situ.
Algumas inscrições apontam que originalmente havia quatro templos na região, um dos quais registrado pelos cientistas de Napoleão Bonaparte, mas nenhum deles sobreviveu. Ainda provém do sítio relevantes evidências do Paleolítico Tardio. Junto a achados oriundos de Nacada, Dixna e Toxca, atestam a chamada Cultura de Esna, cuja indústria lítica floresceu junto das culturas de Cada, Afia e Sebilia entre 13 000 e 10 000 a.C..
Esta cidade de Latópolis (πόλις Λάτων) na Tebaida do Alto Egito não deve ser confundida com a cidade mais ao norte de Letópolis (Λητοῦς Πόλις), a antiga Khem, moderna Ausim, no Delta do Nilo no Baixo Egito.